# Glastonbury
Pour les articles homonymes, voir Glastonbury (homonymie).
Glastonbury, parfois écrit Glastenbury, est une ville du comté du Somerset, dans le district de Mendip, en Angleterre (Royaume-Uni). En 2011 la commune comptait 8 932 habitants. Le site est célèbre par son tor, une colline entourée de légendes.

## Histoire
Dans les temps anciens, Glastonbury ressemblait à une ile : la mer recouvrait les terres basses des Somerset Levels, comme en témoignent des vestiges de villages lacustres de l'Âge du fer.
Glastonbury fut l'un des premiers établissements chrétiens d'Angleterre, alors que le site était encore entouré de marécages. En 705, le roi Ine de Wessex y fonda un monastère qui devint un établissement bénédictin au Xe siècle.
Les bâtiments anciens, en acacia et en torchis, ont cédé la place à des constructions en pierre. Au Moyen Âge, les moines construisirent au sommet de la colline une église dédiée à l'archange saint Michel, qui s'écroula à la suite d'un tremblement de terre. La tour actuelle est un vestige d'une deuxième église bâtie sur les ruines de la précédente.
En 1539, l'abbaye de Glastonbury fut dissoute à la suite d'une ordonnance du roi Henri VIII. Les bâtiments furent dépouillés de tous leurs objets de valeur, qui furent vendus ou attribués au trésor royal. L'abbé Richard Whiting fut pendu au sommet du tor de Glastonbury.
Entre 1127 et 1825, une foire annuelle se tenait au pied du tor de Glastonbury. Elle durait six jours et se terminait le jour de la fête de saint Michel.
Entre 1875 et 1966 Glastonbury avait une gare ferroviaire, sur la Somerset and Dorset Railway. Celle-ci fut fermée lors des coupes associées aux Beeching cuts.

## Légendes
Le site serait, d'après certaines sources légendaires, l'emplacement de la mythique île d'Avalon, de la légende arthurienne.
Près de l'abbaye de Glastonbury construite aux XIIIe et XIVe siècles se trouve la chapelle de la Vierge, construite au XIIe siècle à l'emplacement d'une « Vieille église » incendiée en 1184 et fondée, d'après la légende, par Joseph d'Arimathie. Différentes fouilles ont été entreprises : une histoire de l’abbaye mentionne la découverte de la tombe de Gauvain. Les circonstances de l'exhumation de la tombe du roi Arthur et de Guenièvre sont relatées par Giraud de Barri, qui identifie Glastonbury avec l’île d’Avalon : lors de la reconstruction de l'abbaye après l'incendie, les moines auraient découvert en 1191 un cercueil creusé dans un tronc d'arbre et contenant les ossements d'un homme et, à ses côtés, le squelette d'un corps plus svelte, les deux corps étant placés sous une dalle de pierre, une croix de plomb portant l'inscription :
Hic jacet sepultus inclytus rex Arturus in insula Avalonia cum Wenneveria uxore sua secunda
« Ci-gît l'illustre roi Arthur enseveli avec Guenièvre, sa seconde épouse, dans l’île d’Avallonie. »
L'annonce de la découverte de la tombe du roi Arthur et de Guenièvre quelques années après l'incendie pourrait correspondre à la nécessité de collecter des fonds importants pour reconstruire l'église, d'où l'idée des moines de broder à partir d'une supposée tombe royale toute une légende autour d'Arthur, de Joseph d'Arimathie, du Saint-Graal, du chevalier Lancelot du Lac, en s'inspirant des écrits de leur évêque Geoffroy de Monmouth. Cette légende ne manquerait pas ainsi d'attirer d'importants donateurs et d'accroître sa renommée par rapport à l'abbaye de Saint-Denis.

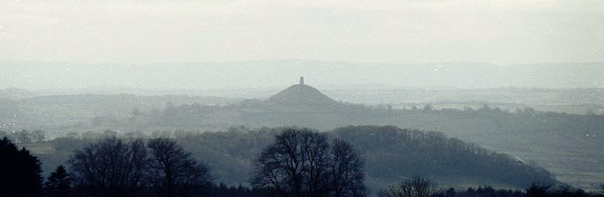
Le tor de Glastonbury.
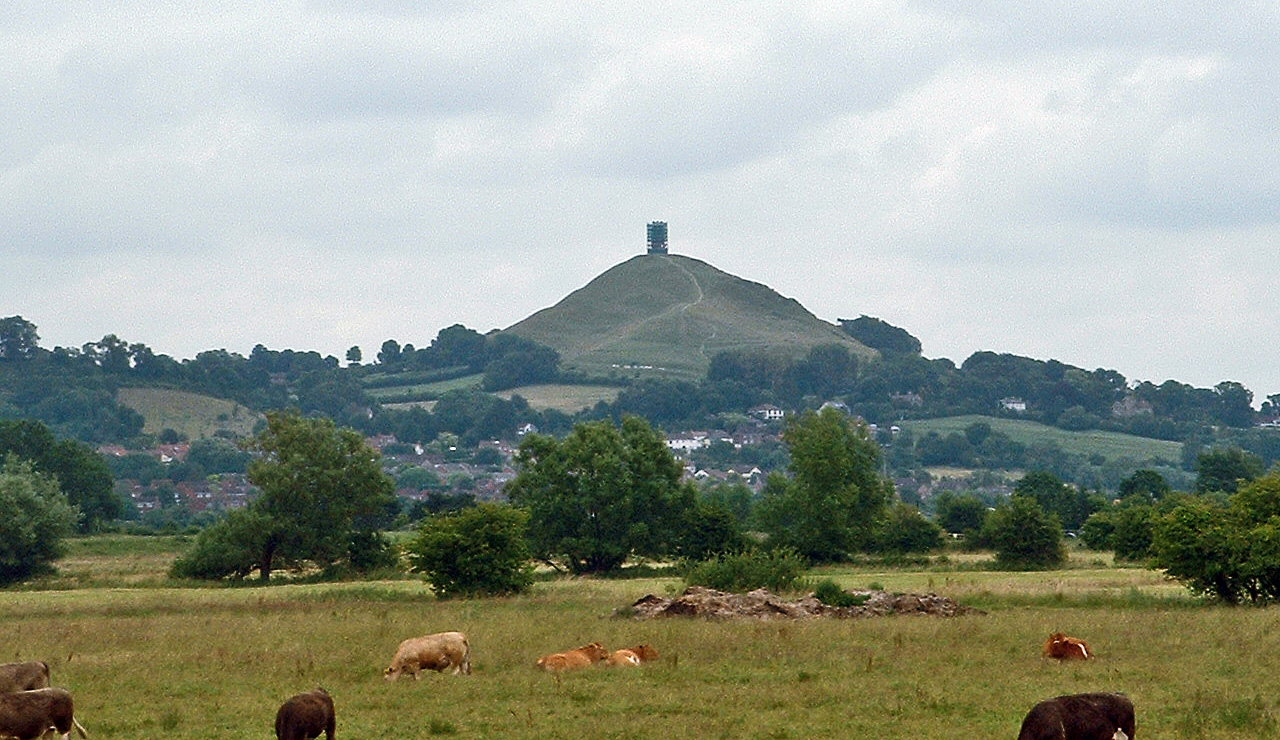
Le clocher sis au sommet du tor de Glastonbury.
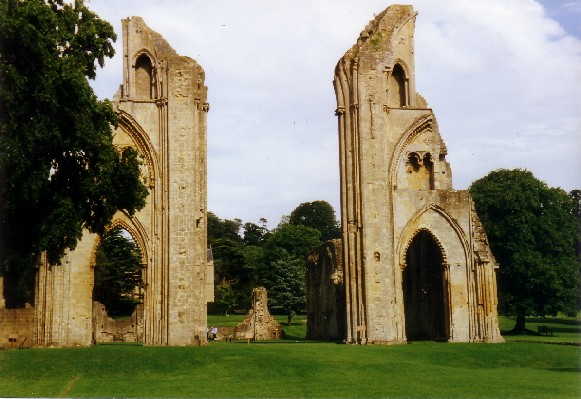
Ruines de l'abbaye de Glastonbury.

### Le zodiaque de Glastonbury
En 1929, Katharine Maltwood (en), une sculptrice britannique, déclencha une polémique en publiant The Glastonbury's Temple of the Stars, « Le temple stellaire de Glastonbury », qui soutenait la découverte, au sud de Glastonbury, d’immenses dessins tracés par des éléments du paysage et représentant les douze signes du zodiaque.
De plus, Katherine Maltwood sut mêler le symbolisme de ces figures aux légendes du roi Arthur, et en particulier à l’histoire du Graal. Cette légende a été poursuivie par Mary Caine dans différents ouvrages, tels que :
- The Glastonbury Giants ;
- The Glastonbury zodiac: Key to the mysteries of Britain ;
- Celtic Saints and the Glastonbury Zodiac.

## Musique
De nos jours, le festival de Glastonbury accueille presque tous les ans depuis 1970 les amateurs de musique et d'art du spectacle (ce festival se tient à Pilton).
Le groupe U2 a créé une chanson nommée Glastonbury.
Le chanteur Laurent Voulzy chante Glastonbury sur son album de novembre 2011 Lys and Love.
Le groupe The Waterboys, en 1993, chante « Glastonbury Song », album « Dream Harder ».

## Personnalités liées à Glastonbury
- Arthur Champion (1897-1985), connu sous le nom de Joe Champion, homme politique britannique, y est né.
- William Holbrook (1620-1699), un ancêtre de l'acteur américain Hal Holbrook (Harold Rowe Holbrook), y est né.

## Jumelages
La ville de Glastonbury est jumelée avec :
- Lalibela (Éthiopie) depuis janvier 2007
- Patmos (Grèce) depuis le 14 mars 2008